# Денисенкова, Екатерина Владимировна
Екатерина Владимировна Денисенкова (21 декабря 1989 года) — российская дзюдоистка и самбистка, призёр чемпионатов России по самбо и дзюдо, мастер спорта России международного класса по дзюдо. Член сборной команды страны с 2013 года. Выступает в средней весовой категории (до 70 кг). Представляет спортивный клуб «Локомотив» (Ханты-Мансийск).

## Спортивные результаты
- Чемпионат России по самбо среди женщин 2008 года — ;
- Чемпионат России по дзюдо 2008 года — ;
- Чемпионат России по дзюдо 2014 года — ;
- Чемпионат России по дзюдо 2015 года — ;
- Гран-При Китая, Циндао, 2013 год — ;
- Гран-При Грузии, Тбилиси, 2014 год — ;